# Andreas Stadler (dyplomata)
Andreas Stadler (ur. w 1965 roku w Mürzzuschlag) – austriacki polityk i dyplomata.

## Biografia
Andreas Stadler urodził się w Mürzzuschlag w Styrii w 1965 roku. Jest absolwentem Uniwersytetu Wiedeńskiego. Studia magisterskie ukończył w 1989 roku. W latach 1988–1989 studiował na Uniwersytecie Warszawskim. W latach 1992–1993 odbył podyplomowe studia w Europejskim Instytucie Uniwersyteckim we Florencji. W latach 1995–1999 był zastępcą ambasadora Austrii w Zagrzebiu. W latach 1999–2004 był dyrektorem Austriackiego Forum Kultury w Warszawie, zaś w latach 2007–2013 dyrektorem Austriackiego Forum Kultury w Nowym Jorku. Od października 2018 do lipca 2021 był austriackim ambasadorem na Malcie. 28 września 2021 prezydent Andrzej Duda przyjął w Belwederze list uwierzytelniający Andreasa Stadlera na ambasadora Republiki Austrii w RP.

## Odznaczenia
- Złota Odznaka Honorowa za Zasługi dla Republiki Austrii[1]
- Złoty Medal „Zasłużony Kulturze Gloria Artis” – Polska, 2025[3][4]
- Odznaka honorowa „Zasłużony dla Kultury Polskiej” – Polska, 2004[1]
- Odznaka „Zasłużony dla Warszawy” – Polska, 2004[1]